# Житие Иоанна Рильского

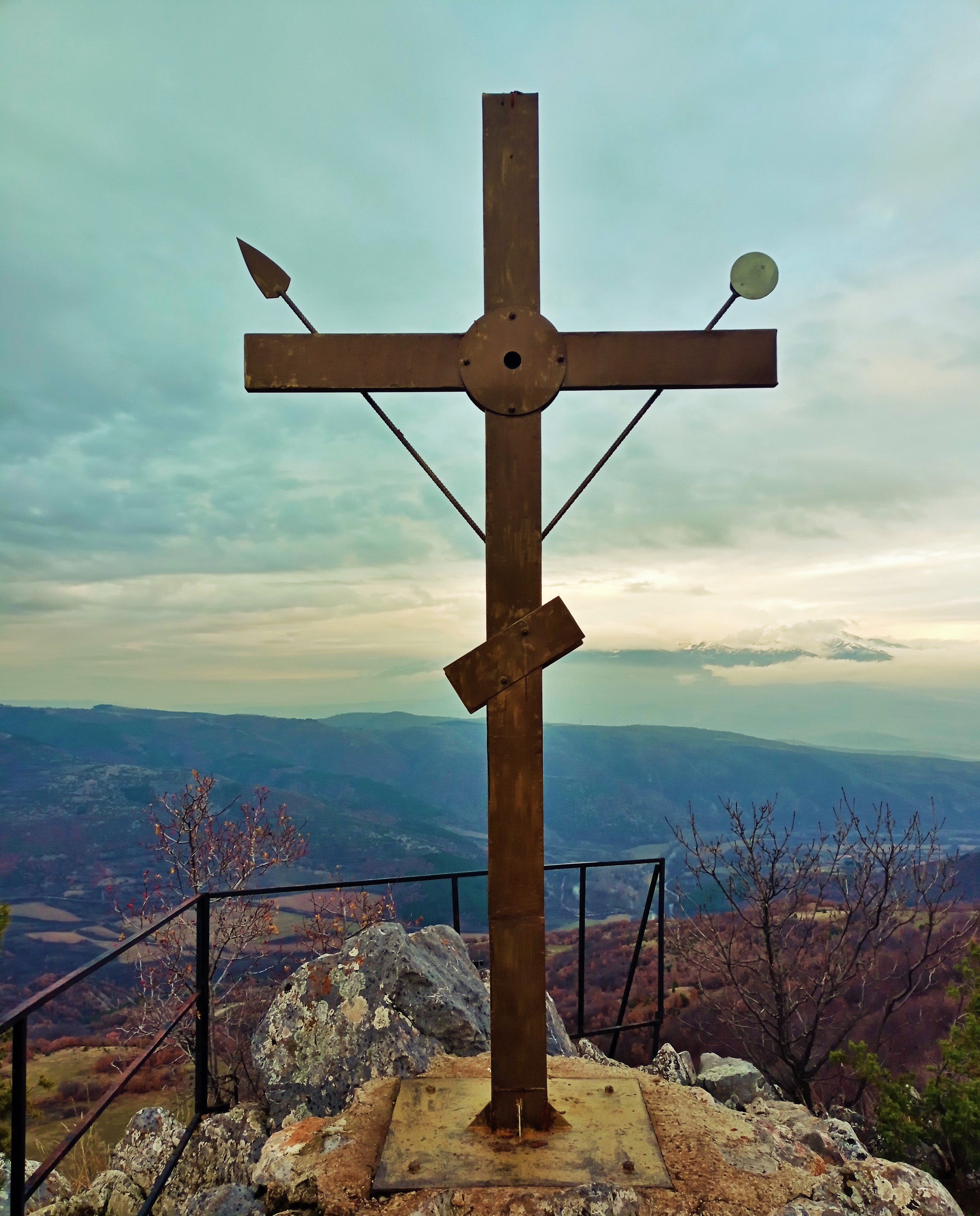
Вид из Руенского монастыря на Рилу с Рильским монастырем (на восток).

О жизни и деяниях Иоанна Рильского имеется богатая агиография. Религиозный культ, соответственно деяния и последователи Иоанна Рильского сосредоточены в основном в географическом ареале от Рилы до Косовского поля с центром Осогово.
Житии относятся к XXI веку и датируются XI веком, то есть самые ранние из них берут свое начало через полтора века после смерти отшельника. На сегодняшний день известно 16 жизнеописаний, которые бывают просторными (для чтения) и прологами (для поклонения). Гимнографических произведений об Иоанне Рильском во всех их редакциях насчитывается 15, а тематически добавлено несколько редакций Владислава Грамматика за перенесение мощей Иоанна Рильского из Велико-Тырново в Рильский монастырь в 1469 году.
Всего насчитывается более 35 агиографических текстов, посвященных Иоанну Рильскому, кроме них имеется богатый фольклор — предания и легенды всех веков.
Среди работ автора по теме:
1. Георгий Скилица[6]
2. Евфимий Тырновский
3. Владислав Грамматик
4. Димитрий Кантакузин
5. Даниэль Рильский (иеромонах)
6. Никодим Святогорец[7]